# آلیس دی
آلیس دی (انگلیسی: Alice Day؛ ۷ نوامبر ۱۹۰۶ – ۲۵ مهٔ ۱۹۹۵) بازیگر اهل ایالات متحده آمریکا بود.
از فیلم‌ها یا برنامه‌های تلویزیونی که وی در آن نقش داشته‌است می‌توان به نمایش نمایش‌ها، کشیدن، اسرار، طلا و گوریل اشاره کرد.

## درگذشت
او در ۲۵ مه ۱۹۹۵ در اورنج، کالیفرنیا، در سن ۸۸ سالگی درگذشت.